# Jean-François Guiton
Jean-François Guiton (* 28. Juni 1953 in Paris) ist ein französischer Installations- und Videokünstler. Er lebt und arbeitet in Bremen.

## Biographie
Guiton studierte von 1980 bis 1985 an der Kunstakademie Düsseldorf und war Meisterschüler bei Fritz Schwegler. Seit 1982 setzte er sich in seiner künstlerischen Arbeit mit dem Medium Video auseinander. Von 1987 bis 1998 lehrte er in den Bereichen Freie Kunst und visuelle Kommunikation an der École supérieure des arts décoratifs (ESAD) in Straßburg.
Seit 1998 hält er eine Professur mit Schwerpunkt Experimentalfilm an der Hochschule für Künste Bremen. Dort lehrt er im Atelier für Zeitmedien. In Guitons Lehre geht es um das Spannungsfeld von Fremdzeit und Eigenzeit. Es geht um Klang-Bild-Skulptur, um Verschränkung von Zeit und Raum, um reale und virtuelle Verräumlichung.

## Auszeichnungen
- 2008: Kunstpreis des Kuratoriums der Kunststoff-Industrie
- 1990: Preisträger, 4. Marler Videokunst-Preis
- 1988: 1. Preis, Festival für Film und Video in den visuellen Künsten, Rotterdam
- 1984: 1. Preis, Erste Videonale, Bonn